# The Anarchist Cookbook
The Anarchist Cookbook (Le Livre de recettes anarchistes), rédigé comme manifeste contre le gouvernement des États-Unis et la guerre du Viet Nam, est un livre de l'écrivain américain William Powell (en) publié en 1971. Le livre contient des recettes et des instructions pour la fabrication d'explosifs, de drogues et d'un certain nombre d'appareils de télécommunications. Il traite aussi de méthodes pour tuer quelqu'un à mains nues et d'autres thèmes controversés.
En 2007, l'auteur déclare qu'il est en désaccord avec l'idée centrale du livre, à savoir « que la violence est un moyen acceptable de provoquer un changement politique » et demande que le livre ne soit plus réédité. Cependant, le copyright est tenu par l'éditeur, ainsi Powell n'a aucun contrôle de publication et ne reçoit aucune redevance. L'éditeur a temporairement diffusé le livre sur son site Internet.

## Au niveau de la loi
The Anarchist Cookbook est légalement disponible aux États-Unis, mais illégal dans beaucoup d'autres pays. Le livre contient des instructions qui, si elles sont suivies, peuvent être illégales. Pour cette raison, l'accès au livre est souvent restreint, certaines librairies refusant de vendre le livre aux personnes de moins de 21 ans. Les autorités et les experts en matière de munitions ont déclaré que les instructions dans le livre devraient ne jamais être essayées par un individu inexpérimenté. Il est toutefois aisément téléchargeable sur internet.
En France, le livre est interdit à la mise en vente, à la circulation et à la distribution entre le 23 juin 1971 et le 4 octobre 2004, à la suite de l'abrogation de l'article 14 de la loi du 29 juillet 1881 sur la liberté de la presse sur la quelle sa basait l'interdiction,.

## Anecdotes
Eric Harris et Dylan Klebold se sont servis du livre pour concevoir leur bombe utilisée lors de la fusillade de Columbine.